# David J. Hanna
David John Hanna (* 4. Juni 1866 in Illinois; † 12. April 1946 in Glendale, Kalifornien) war ein US-amerikanischer Politiker. Zwischen 1903 und 1907 war er Vizegouverneur des Bundesstaates Kansas.

## Werdegang
Noch in seiner Jugend kam David Hanna mit seiner Familie aus dem Randolph County in Illinois in das Clay County in Kansas, wo er aufwuchs. Seit 1888 bewirtschaftete er die Farm seines Vaters im Graham County. Dort baute er vor allem Weizen an. Im Jahr 1892 stieg er auch in das Immobiliengeschäft ein, in dem er sehr erfolgreich wurde. Politisch schloss er sich der Republikanischen Partei an. In den Jahren 1896 und 1897 saß er in der Kansas Legislature. Die Quellen vermerken aber nicht, welcher der beiden Parlamentskammern er angehörte. Hanna war auch Mitglied im republikanischen Staatsvorstand für Kansas. Im Juni 1900 nahm er als Delegierter an der Republican National Convention in Philadelphia teil, auf der Präsident William McKinley zur Wiederwahl nominiert wurde.
1902 wurde Hanna an der Seite von Willis Bailey zum Vizegouverneur von Kansas gewählt. Dieses Amt bekleidete er nach einer Wiederwahl zwischen dem 12. Januar 1903 und dem 14. Januar 1907. Dabei war er Stellvertreter des Gouverneurs. Seit 1905 diente er unter dem neuen Gouverneur Edward W. Hoch. Nach dem Ende seiner Zeit als Vizegouverneur ist David Hanna politisch nicht mehr in Erscheinung getreten. Er starb am 12. April 1946 in Glendale, wo er auch beigesetzt wurde.